# استودیو پویانمایی

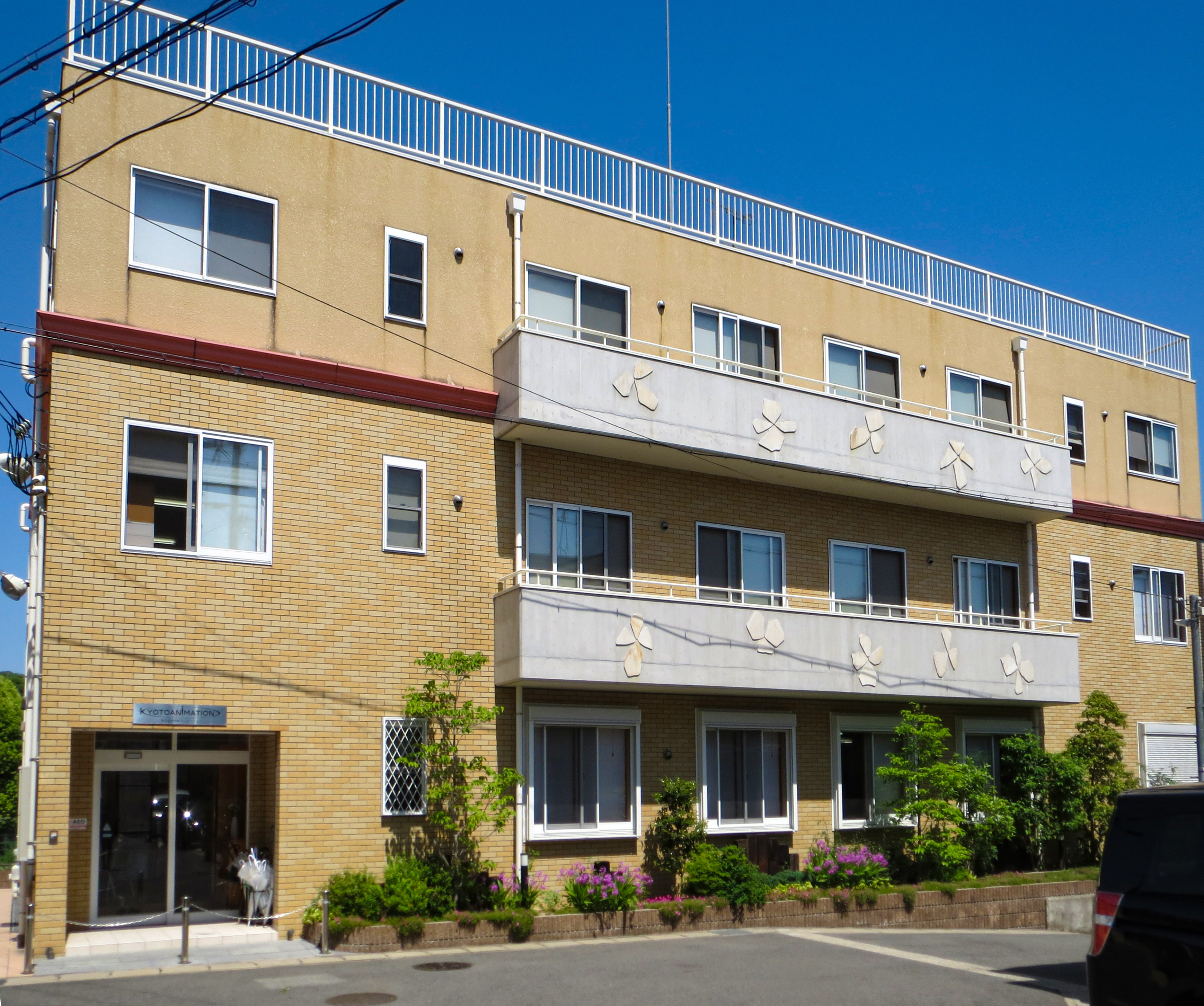
استودیو کیوتو انیمیشن قبل از آتش‌افروزی عمدی در سال ۲۰۱۹

استودیو پویانمایی، استودیو انیمیشن یا هنرگاه پویانمایی (به انگلیسی: Animation studio) شرکتی است که رسانه پویانمایی تولید می‌کند. چنین شرکت‌هایی ایده پردازی محصولات را برای تولید انجام می‌دهند، تجهیزات فیزیکی تولید را در اختیار دارند، کارمندانی را برای آن تجهیزات به کار می‌گیرند و سهم عمده ای در فروش رسانه تولید شده دارند. مانند نویسندگان دارای حق تکثیر، آنها دارای حقوق تجاری و حقوق خلاقانه برای شخصیت‌هایی هستند که توسط شرکت ایجاد شده یا نگهداری می‌شوند، در برخی موارد، برخی استودیوها دارای حق ثبت اختراع در مورد روش‌های تولید انیمیشن دارند که برای افزایش بهره‌وری در داخل استودیو استفاده می‌شد.

## تاریخچه

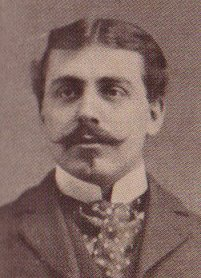
رائول باره

وینسور مک‌کی به عنوان پدر کارتون انیمیشن شهرت زیادی دارد که کمیک استریپ نمو کوچولو به نوشته خود را به یک فیلم بلند ۱۱ دقیقه ای تبدیل نمود و آن را به همراه جیمز استوارت بلکتون کارگردانی کرد که در ۸ آوریل ۱۹۱۱ اکران شد. با این حال، ایده اختصاص دادن یک استودیو مخصوص برای متحرک سازی کارتون‌ها توسط رائول باره اجرا شد و اولین استودیو اختصاص داده شده به انیمیشن به نام استودیو باره را تأسیس کرد. رائول باره با تأسیس این استودیو، توانست از استودیو Bray Productions جان رندولف بری جلو بزند و مقام اول در تأسیس استودیو مخصوص پویانمایی را کسب کند.
گرچه عنوان اولین استودیو از آن استودیوی رائول باره شد، ولی ارال هرد از استودیو Bray Productions، اختراعاتی برای تولید انبوه خروجی استودیو را طراحی کرد. از آنجایی که هرد این ثبت اختراع را تحت نام خود ثبت نکرد، آن را به استودیو بری تحویل داد و آنها شرکت پتنت Bray-Hurd را تشکیل دادند و این تکنیک‌ها را به سایر استودیوهای پویانمایی آن زمان فروختند. اختراعات مربوط به سازوکارهای تولید انیمیشن با استفاده از نقاشی روی صفحات سلولوئید شفاف و یک سیستم ثبت که تصاویر را ثابت نگه می‌داشت در این شرکت ثبت شد. همچنین بری تقسیم‌بندی اساسی کار که تا امروز در استودیوهای پویانمایی (انیماتورها، دستیاران، هنرمندان چیدمان و غیره) استفاده می‌شود، توسعه داد.

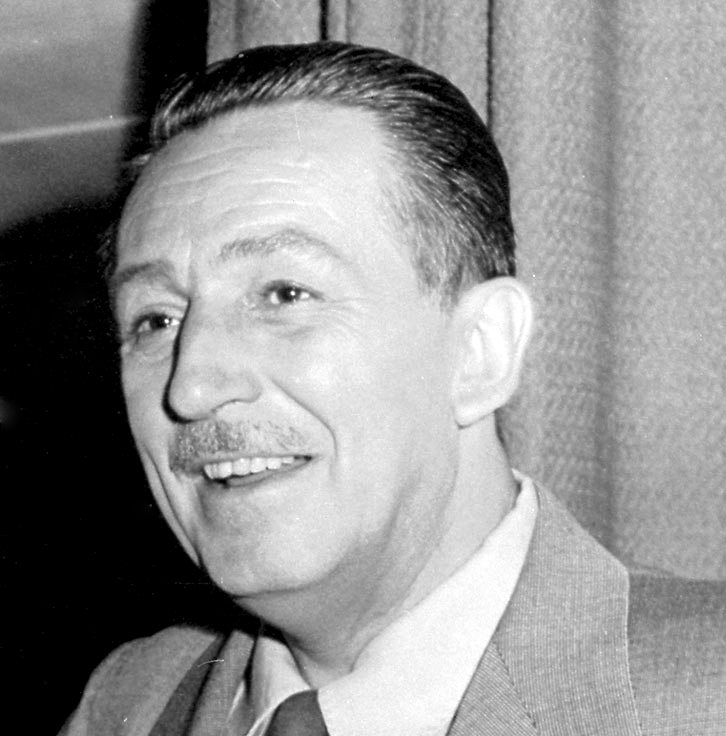
والت دیزنی

بزرگترین نام در استودیوهای پویانمایی در آن زمان، استودیو پویانمایی برادران دیزنی بود (که امروزه به عنوان استودیو انیمیشن والت دیزنی شناخته می‌شود) که توسط والت دیزنی و روی اولیور دیزنی تأسیس شد. این استودیو در ۱۶ اکتبر ۱۹۲۳ شروع به کار کرد و اولین پویانمایی کوتاه خود را با نام کشتی بخار ویلی در سال ۱۹۲۸ ساخت که موفقیت‌های بسیار مهمی را کسب کرد، اگرچه دستاورد بزرگ در سال ۱۹۳۷ بود که استودیو دیزنی توانست فیلم بلند پویانمایی سفیدبرفی و هفت کوتوله را تولید کند، که پایه و اساس دیگر استودیوها را برای ساخت فیلم‌های کامل تشکیل داد. در سال ۱۹۳۲ فیلم گل‌ها و درخت‌ها، محصول شرکت والت دیزنی و یونایتد آرتیستس، اولین جایزه اسکار بهترین پویانمایی کوتاه را از آن خود کرد. از دهه ۱۹۲۰ تا ۱۹۵۰ یا گاهی از ۱۹۱۱ تا مرگ والت دیزنی در سال ۱۹۶۶، عموماً به عنوان عصر طلایی انیمیشن آمریکا شناخته می‌شود زیرا دیزنی بسیار رشد کرد و شرکت وارنر برادرز کارتون و Metro-Goldwyn-Mayer cartoon به عنوان استودیوهای برجسته پویانمایی ظهور کردند. دیزنی پس از مدت‌ها همچنان در زمینه استعداد فنی در بین استودیوها پیشرو بود که در دستاوردهای آنها نیز مشاهده می‌شود. در سال ۱۹۴۱، یک انیماتور به نام اتو مسمر، اولین تبلیغات تلویزیونی پویانمایی را برای تبلیغات/گزارش آب و هوا تولید کرد که تا سال ۱۹۴۹ در NBC-TV در نیویورک نمایش داده شد. این اولین پویانمایی محسوب می‌شود که برای صفحه نمایش کوچکتر طراحی شده بود و قرار بود اولین مجموعه تلویزیونی پویانمایی که مخصوص تلویزیون ساخته شود، Crusader Rabbit، در سال ۱۹۴۸ دنبال شود. خالق آن، الکس اندرسون، مجبور شد استودیو «Television Arts Productions» را به منظور تولید این مجموعه ایجاد کند، زیرا استودیوی قدیمی او، Terrytoons، از ساخت یک سریال پویانمایی برای تلویزیون خودداری کرد. از زمان انتشار Crusader Rabbit، بسیاری از استودیوها ساخت مجموعه تلویزیونی پویانمایی را سودآور دیدند و از آن زمان بسیاری وارد بازار تلویزیون شده‌اند، جوزف باربرا و ویلیام هانا مراحل تولید مجموعه تلویزیونی پویانمایی ماجراهای راف و ردی را آغاز کردند. گفته می‌شود که در سال ۱۹۵۸ عنوان ماجراهای هاکلبری هاوند اولین کارتون نیم ساعته جهان است. این امر، همراه با موفقیت قبلی آنها در مجموعه تام و جری، استودیوی انیمیشن سازی آنها، H.B Enterprises (بعدها شرکت هانا-باربرا) را بر بازار مجموعه تلویزیونی پویانمایی در آمریکای شمالی در نیمه دوم قرن بیستم مسلط کرد.
در سال ۲۰۰۲، فیلم شرک، تولید شده توسط دریم‌ورکس انیمیشن و پی‌دی‌آی، اولین جایزه اسکار بهترین فیلم پویانمایی را از آن خود کرد. از آن زمان، استودیوهای دیزنی/پیکسار بیشترین تعداد فیلم پویانمایی را تولید کردند که توانست در اسکار برنده یا نامزد دریافت جایزه شود.

### فیلم ویدئویی
فیلم ویدئویی (Direct-to-video) به فیلمی گفته می‌شود که صرفاً برای ویدیو (رسانه خانگی) ساخته شده و بر پرده سینما اکران نمی‌شود. فیلم ویدئویی در بازارهای غربی گسترش یافته‌است. با توجه به اینکه بسیاری از شخصیت‌های کمیک نسخه‌های اووی‌ای خود را دریافت می‌کنند، تحت عنوان غربی فیلم ویدئویی، بازار اووی‌ای به آمریکا نیز گسترش یافته‌است. اگرچه اصطلاح «فیلم ویدئویی» در بازارهای آمریکای شمالی و اروپا دارای معانی منفی است، اما محبوبیت آنها باعث شده که شخصیت‌های کمیک اعم از پسر جهنمی، گرین لنترن و انتقام‌جویان، تا برنامه‌های تلویزیونی مانند فمیلی گای و فیوچراما، همه فیلم ویدئویی خود را منتشر می‌کنند. دی‌سی کامیکس به‌طور مداوم فیلم‌های پویانمایی خود را تنها با هدف فروش در بازار فیلم ویدئویی منتشر می‌کند. با نگرانی روزافزون در مورد دانلود غیرقانونی، فیلم‌های ویدئویی در آینده نزدیک محبوبیت بیشتری پیدا خواهند کرد.

### روندهای مالکیت
با رشد پویانمایی به عنوان یک صنعت، روند مالکیت استودیوها به تدریج با گذشت زمان تغییر کرد. استودیوهای فعلی مانند برادران وارنر و استودیوهای اولیه مانند Fleischer Studios فعالیت خود را به عنوان استودیوهای کوچک مستقل آغاز کردند و توسط یک گروه اصلی بسیار کوچک اداره می‌شدند. پس از خرید یا فروش به شرکت‌های دیگر، در نهایت آنها با استودیوهای دیگر ادغام شده و بزرگتر شدند. نقطه ضعف این مالکیت این بود که در حال حاضر حرکت عمده ای به سمت سوددهی وجود دارد و مدیریت به عنوان مانعی برای خلاقیت این استودیوها به حساب می‌آید، حتی امروزه این مشکل نیز ادامه دارد.
در حال حاضر، استودیوهای پویانمایی مستقل برای کسب صداقت هنری به دنبال ثبت نام در استودیوهای بزرگ پویانمایی با قراردادی هستند که به آنها اجازه می‌دهد بدون اجازه کارگردانان استودیوهای بزرگ، مجوز پخش فیلم در سینماها را بگیرند. نمونه‌هایی از این همکاری‌ها سرمایه‌گذاری مشترک بین دریم‌ورکس و پارامونت پیکچرز و استودیوهای بلو اسکای و استودیو قرن بیستم است.

## استودیوهای ژاپنی

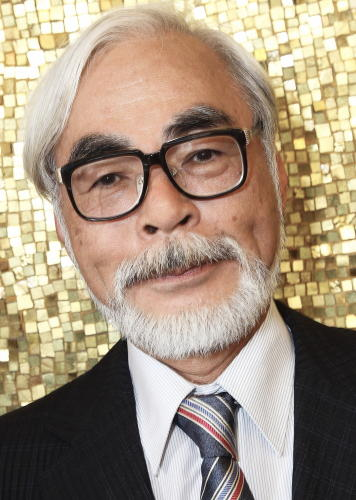
هایائو میازاکی

اولین نمونه شناخته شده از انیمیشن ژاپنی، که انیمه نیز نامیده می‌شود، در حدود سال ۱۹۱۷ قدمت دارد، اما تا سال ۱۹۵۶ طول کشید تا صنعت پویانمایی ژاپن با قالب استودیویی که در ایالات متحده استفاده می‌شد، هماهنگ شود. در سال ۱۹۶۱، پخش محصولات پویانمایی ژاپنی در ایالات متحده آغاز شد. توئی انیمیشن، که در سال ۱۹۴۸ تشکیل شد، اولین استودیوی پویانمایی ژاپنی مهم بود که شاهد کاهش انیماتورها به عنوان هنرمندان مستقل انیمه بود.
پس از تشکیل شرکت Toei Animation Co. Ltd. در سال ۱۹۴۸، استودیوهای ژاپنی آثار کوچک پویانمایی را ارائه کردند. اما با انتشار اولین اثر نمایشی توئی، پاندا و مار جادویی که در اکتبر ۱۹۵۸ اکران شد، صنعت پویانمایی در ژاپن مورد توجه عموم جهان قرار گرفت.
موفقیت انیمه آلاکازام بزرگ منجر به یافتن هنرمندی به نام تزوکا اوسامو شد، که با اثرهای فانتزی مدرن و سریع خود، پدر مانگای ژاپنی لقب گرفت. تزوکا تحت تأثیر تولیدات شرکت هانا-باربرا در اواخر دهه ۱۹۵۰ قرار گرفت و استودیو Mushi Productions را تأسیس کرد. موفقیت اولین نمایش استودیوها در سال ۱۹۶۳ که عنوان Astro Boy بود، بسیار زیاد بود به طوری که تا پایان سال، سه استودیوی پویانمایی تلویزیونی دیگر نیز وجود داشت و توئی کار خود را برای بخش تلویزیونی باز کرد. بزرگترین تفاوت بین استودیوهای ژاپنی و استودیوهای آمریکای شمالی، تفاوت در موضوع بزرگسالان بود تا در ژاپن جای خود را باز کنند. عقیده تزوکا مبنی بر اینکه انیمیشن نباید فقط به کودکان محدود شود، استودیوهای بسیاری را ایجاد کرد که در تولید اقتباسی از داستان‌های کلاسیک با موضوع بزرگسالان مانند هایدی (هایدی، دختر آلپ) ،هزار و یک شب و خاطرات یک دختر جوان و بسیاری دیگر نقش ایفا کردند.
در دهه ۱۹۸۰، استودیوهای پویانمایی به دلیل موفقیت فیلم هایائو میازاکی به نام نائوشیکا از دره باد به ریشه‌های سینمایی خود بازگردانده شدند و این اثر باعث شد که میازاکی و دوست نزدیکش، ایسائو تاکاهاتا بتوانند استودیو جیبلی را تأسیس کنند. بسیاری از آثار جیبلی تبدیل به پرفروش‌ترین فیلم‌های سینمای ژاپن شده‌اند.

### بازار اووی‌ای/اوآوی
بازار «اووی‌ای» یا «Original Anime Video» که به صورت «OVA» مخفف می‌شود، در سال ۱۹۸۴ شروع شد. اووی‌ای در بازار ویدئوهای خانگی منتشر می‌شود و برای تماشاگران تلویزیون یا سینما نیست. تولیدات اووی‌ای می‌توانند از نیم ساعته تا بیش از دو ساعت ادامه داشته باشند. از آنجا که بازار اووی‌ای مشکلات و موانعی که در نمایش‌های تلویزیونی یا فیلم‌های بلند وجود دارد را ندارند، می‌تواند میزان بی رحمانه خشونت و/یا پورنوگرافی را نشان دهند. برخی از اووی‌ای‌ها آنقدر مورد استقبال قرار می‌گیرند که بعدها به عنوان مجموعه تلویزیونی پویانمایی یا فیلم سینمایی بازسازی می‌شوند.

## قراردادهای انیماتور
اگرچه قراردادهای دائمی/تمام وقت در استودیوها وجود دارد، اما بیشتر انیماتورها به صورت قراردادی کار می‌کنند. برخی از انیماتورها در گروه اصلی استودیو در نظر گرفته می‌شوند، که می‌توانند در نتیجه حضور در آنجا از بدو تأسیس شرکت یا جذب استعدادهای دیگر از استودیوهای پویانمایی باشند. بودن درگروه اصلی، موقعیت امن تری در یک استودیوی پویانمایی است ولی ممکن است استودیو سیاست‌هایی در مورد تصدی احتمالی انیماتورها داشته باشد. از آنجایی که امروزه استودیوها می‌توانند انیماتورها را به صورت اجاره ای برای طراحی اثر سفارشی استخدام کنند، برخلاف برخی از انیماتورهای در اوایل صنعت، بسیاری از هنرمندان نمی‌توانند حقوق خلاقیت خود را حفظ کنند. میزان این مالکیت فکری بستگی به قوانین آن کشور دارد.
همچنین انیماتورها باید از قوانین قراردادها و قوانین کار رایج در حوزه قضایی که استودیوی پویانمایی تابع آن است، آگاه باشند. نبردهای حقوقی متعددی بر سر حق امتیاز مجموعه‌های معروفی مانند پاندای کونگ‌فوکار و باب‌اسفنجی شلوارمکعبی وجود داشته‌است. این امر در نتیجه بند قراردادهای حق چاپ به وجود آمده که می‌گوید نمی‌توان یک ایده را برای انیماتور محفوظ کرد. این بدان معناست که اگرچه انیماتورها ممکن است ایده‌هایی در مورد شخصیت‌ها و طرح‌های خاص به استودیوهای پویانمایی ارسال کرده باشد، اما این ایده‌ها به تنهایی نمی‌تواند برای شخص انیماتور حفظ شود و اگر هم منجر به سوددهی استودیو شود، درصد خاصی به شخص صاحب ایده داده نمی‌شود. با این حال، این موضوع، باعث توقف هنرمندان مستقل از طرح شکایت در مورد ایده شخصیت‌های استودیوهای مختلف نمی‌شود.

## پویانمایی‌های تخصصی

نمونه ای از پویانمایی سنتی: یک اسب که با روتوسکپی متحرک شده‌است. عکس از ادوارد مایبریج در قرن نوزدهم

با توجه به طیف گسترده‌ای از تکنیک‌ها و سبک‌های پویانمایی، بسیاری از استودیوهای پویانمایی معمولاً در انواع خاصی تخصص دارند.

### پویانمایی سنتی
پویانمایی سنتی از فریم‌های دست‌ساز استفاده می‌کند. در سال‌های اخیر اکثر استودیوها، روش انیمیشن سازی سنتی را به دلیل افزایش استفاده از رایانه‌ها کنار گذاشته‌اند و برخی از شرکت‌ها مانند استودیو انیمیشن والت دیزنی به‌طور کامل به سمت تصویر تولیدشده توسط کامپیوتر روی آورده‌اند. با این وجود، پویانمایی سنتی هنوز به‌طور گسترده در دنیای کارتون و انیمیشن استفاده می‌شود. استودیوهای برجسته ای که در این سبک تخصص دارند شامل استودیو جیبلی و استودیوهای کارتون نت‌ورک است.

### پویانمایی استاپ‌موشن
پویانمایی استاپ موشن از اشیایی استفاده می‌کند که به‌صورت تدریجی جابجا و عکاسی می‌شوند تا در هنگام پخش و قرار دادن فریم‌ها، حرکت ایجاد کنند. استودیوهای برجسته ای که در این سبک پویانمایی تخصص دارند شامل آردمن انیمیشن و لایکا هستند.

### پویانمایی رایانه‌ای سه‌بعدی
پویانمایی سه بعدی جدیدترین تکنیک انیمیشن سازی است که با استفاده از رایانه‌ها و نرم‌افزارهایی مانند هودینی، مدل‌های سه بعدی ایجاد می‌کند و سپس دستکاری شده و برای ایجاد حرکت ارائه می‌شوند.. استودیوهای قابل توجه شامل پیکسار، بلو اسکای استودیو و ایلومینیشن اینترتینمنت است.